# Phyllophaga crinipennis
Phyllophaga crinipennis är en skalbaggsart som beskrevs av Bates 1889. Phyllophaga crinipennis ingår i släktet Phyllophaga och familjen Melolonthidae. Inga underarter finns listade i Catalogue of Life.